# Lud Hadza
Hadza lub Hadzabe (w suahili Wahadzabe) – rdzenna grupa etniczna Tanzanii, głównie mieszkająca w południowo-zachodnim dystrykcie Karatu w regionie Arusha. Hadza żyją wokół jeziora Eyasi w środkowej części doliny Rift i na sąsiednim płaskowyżu Serengeti. Według danych z 2015 roku w Tanzanii mieszka ich od 1200 do 1300, jednak tylko około 400 osób nadal żyje wyłącznie dzięki tradycyjnemu zbieractwu-łowiectwu. Rosnący wpływ turystyki i pasterstwa stanowi poważne zagrożenie dla kontynuacji ich stylu życia.
Hadza nie są genetycznie blisko spokrewnieni z żadnym innym ludem. Choć język hadza (hadzane) bywa umieszczany w grupie języków khoisan (głównie ze względu na obecność mlasków), nie jest wyraźnie spokrewniony z żadnym innym językiem (uznaje się go za izolat). Hadzane jest językiem wyłącznie mówionym, ale nie przewiduje się, aby groziło mu wyginięcie. UNESCO stwierdza, że język nie jest zagrożony, lecz narażony na wymarcie, ponieważ uczy się go większość dzieci, lecz jego użycie jest ograniczone do pewnych sfer życia, na przykład kontaktów domowych.  Hadzane jest również uważany za element tożsamości ludu Hadza. W ostatnich latach wielu Hadza nauczyło się suahili, narodowego języka Tanzanii jako drugiego języka.
Jako potomkowie rdzennej ludności Tanzanii, łowców-zbieraczy sprzed ekspansji Bantu, prawdopodobnie okupowali swoje obecne terytorium przez tysiące lat dokonując stosunkowo niewielkich zmian w swoim podstawowym stylu życia aż do ostatnich stu lat.
Od XVIII wieku Hadza mają coraz częstszy kontakt z rolnikami i pasterzami; interakcje te były często wrogie i spowodowały spadek liczby ludności pod koniec XIX wieku. Pierwszy kontakt z Europejczykami i pisemne relacje o Hadza pochodzą z końca XIX wieku. Od tego czasu kolejne administracje kolonialne, niezależny rząd Tanzanii i zagraniczni misjonarze podejmowali wiele prób osiedlenia Hadza poprzez wprowadzenie rolnictwa i chrześcijaństwa. Wysiłki te w dużej mierze nie powiodły się, a wielu Hadza nadal prowadzi praktycznie taki sam sposób życia jak ich przodków w opisach z początku XX wieku. W ostatnich latach byli pod presją sąsiednich grup wkraczających na ich ziemię. Problemem jest także wzrastające znaczenie turystyki, w tym polowań safari.

## Historia

### Tradycja mówiona
Jedna opowieść z historii mówionej Hadzy dzieli ich przeszłość na cztery epoki, z których każda jest zamieszkała przez inną kulturę. Zgodnie z tą tradycją, na początku dziejów świat zamieszkiwały owłosione olbrzymy zwane akakaanebee – „pierwszymi” lub geranebee – „starożytnymi”. Akakaanebee nie posiadały narzędzi ani ognia; polowały na zwierzynę, goniąc ją, aż padła martwa; jadły surowe mięso. Nie budowały domów, ale spały pod drzewami, tak jak Hadza robią to dzisiaj w porze suchej. W starszych wersjach tej opowieści ogień nie był używany, ponieważ w pierwotnym stanie ziemi było to fizycznie niemożliwe, podczas gdy młodsi Hadza, którzy chodzili już do szkoły, twierdzą, że akakaanebee po prostu nie znały metod rozpalania ognia.
W trakcie drugiej epoki akakaanebee zostały zastąpione przez xhaaxhaanebee „ci pomiędzy”, równie gigantyczne, lecz bez włosów. Można już było rozpalić ogień i używać go do gotowania mięsa, ale zwierzęta stały się bardziej nieufne wobec ludzi i trzeba było je ścigać i polować z psami. Xhaaxhaanebee byli pierwszymi ludźmi używającymi lekarstw i zaklęć, aby chronić się przed wrogami i zainicjowali rytuał epeme. Mieszkali w jaskiniach.
Trzecią epokę zamieszkiwała ludność hamakwanebee – „ostatnich dni”, która była mniejsza od swoich poprzedników. Wynaleźli łuki i strzały, naczynia do gotowania i opanowali posługiwanie się ogniem. Zbudowali także chaty, takie jak dzisiejszych Hadza. Mieszkańcy hamakwabee byli pierwszymi z przodków Hadza, którzy mieli kontakt z ludźmi nie uprawiającymi zbieractwa i z którymi handlowali za żelazo do wyrobu noży i grotów strzał. Wynaleźli także grę hazardową lukuchuko.
Czwarta epoka trwa do dziś i jest zamieszkana przez hamayishonebee – „dzisiejszych”. Omawiając epokę hamayishonebee, ludzie często wymieniają konkretne nazwy i miejsca oraz mogą w przybliżeniu powiedzieć, ile pokoleń temu miały miejsce wydarzenia.

### XX wiek

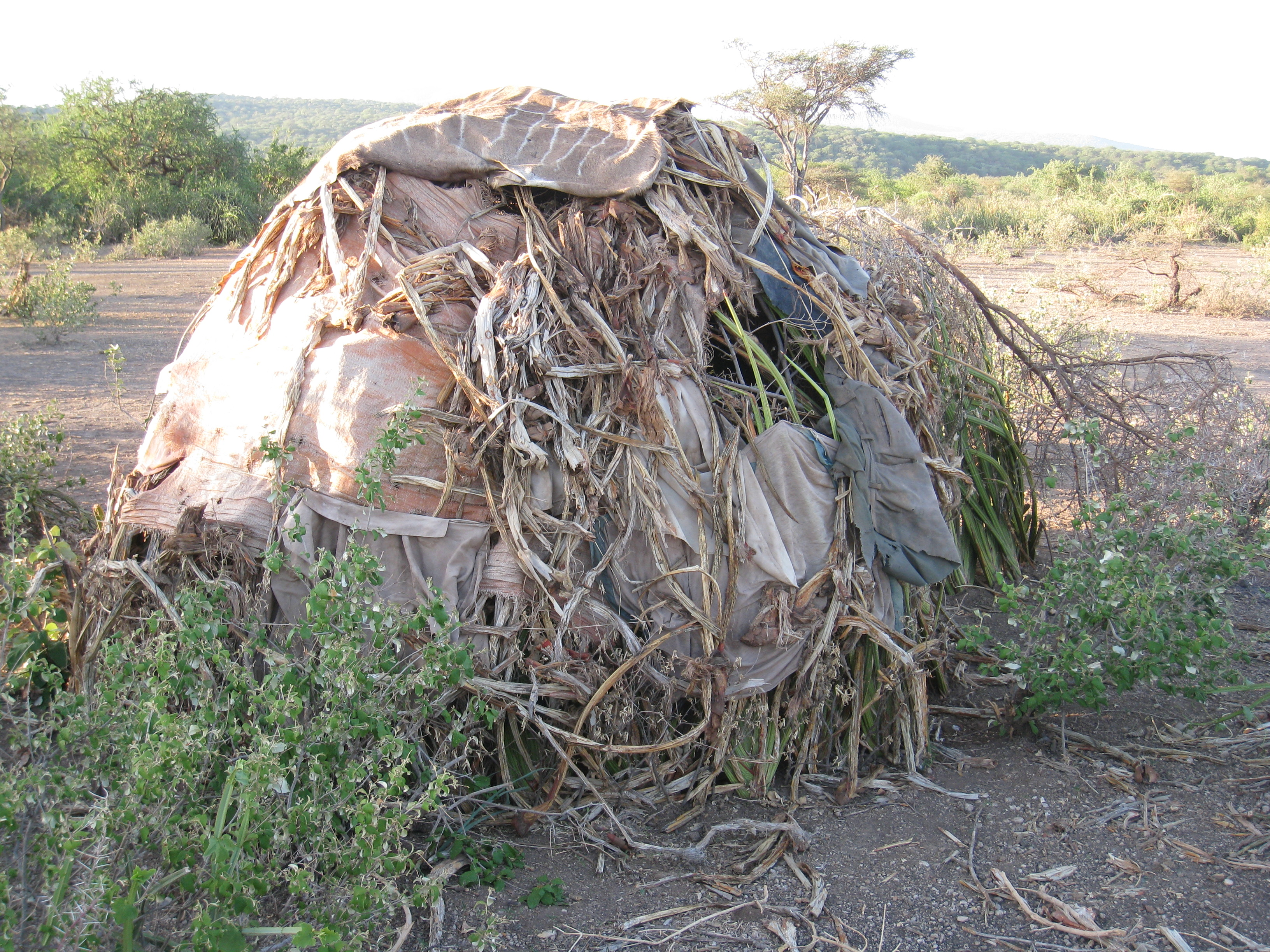
Styl życia Hadza jest bardzo konserwatywny. Chaty były budowane w tym stylu odkąd prowadzono zapisy.

Pod koniec XIX wieku mocarstwa europejskie przejęły znaczną część kontynentu afrykańskiego jako kolonie, okres znany jako wyścig o Afrykę. Hadza stali się częścią Niemieckiej Afryki Wschodniej, chociaż w czasie proklamowania kolonii nie ma dowodów na to, że zamieszkane przez nich ziemie były kiedykolwiek odwiedzana przez Europejczyków. Najwcześniejsza wzmianka o Hadza w relacji pisemnej znajduje się w Durch Massailand zur Nilquelle (1894) niemieckiego odkrywcy Oscara Baumanna. Hadza ukryli się przed Baumannem i innymi wczesnymi odkrywcami, a ich opisy oparte są na relacjach z drugiej ręki.
Pierwszymi Europejczykami, którzy donieśli o spotkaniu z Hadza, są Otto Dempwolff i Erich Obst. Ten ostatni mieszkał z nimi przez osiem tygodni w 1911 roku. Niemiecka Tanganika znalazła się pod kontrolą brytyjską pod koniec I wojny światowej (1917), a wkrótce potem o Hadza pisał brytyjski oficer kolonialny F. J. Bagshawe. Ich przedstawiają Hadza na początku XX wieku jako żyjących w podobny sposób, jak dzisiaj. Na początku Obst zauważył rozróżnienie między „czystymi” Hadza (to znaczy żyjącymi wyłącznie z polowań i zbieractwa) a tymi, którzy żyli z Isanzu i uprawiali w jakimś stopniu ziemię.
Najbardziej wiarygodne relacje przedstawiają Hadza z początku XX wieku jako egalitarystów, tak jak i dzisiaj. Mieszkali również w obozach o podobnej wielkości, używali tych samych narzędzi, budowali domy w tym samym stylu i mieli podobne przekonania religijne.
Brytyjski rząd kolonialny próbował zmusić Hadza do osiedlenia się i przyjęcia rolnictwa w roku 1927. Była to pierwsza z wielu odgórnych prób rządu. Brytyjczycy próbowali ponownie w 1939 r., podobnie jak niezależny rząd Tanzanii w 1965 i 1990 r., a od lat 60. różne zagraniczne grupy misyjne. Pomimo licznych prób, niektórych z użyciem siły, wszystkie zakończyły się niepowodzeniem. Ogólnie rzecz biorąc, Hadza chętnie osiedlają się na jakiś czas, do wyczerpania zapasów żywności, a następnie opuszczają i wracają do tradycyjnego życia łowców-zbieraczy, gdy zapasy się wyczerpią; niewielu przyjęło rolnictwo jako sposób na życie. Problemem są choroby – z powodu ich rozproszenia, niewielu przedstawicieli społeczności Hadza ma dobrze wykształconą odporność na choroby zakaźne zawleczone przez białych, np. odrę. Kilka prób osiedlania się zakończyło się wybuchami chorób, które doprowadziły do wielu zgonów, zwłaszcza dzieci. Liczne próby nawrócenia Hadza na chrześcijaństwo również zakończyły się niepowodzeniem.
Rolnicy z Tanzanii zaczęli przenosić się do obszaru Mang’ola, aby uprawiać cebulę w latach czterdziestych XX wieku, przybywali w niewielkiej liczbie aż do lat sześćdziesiątych. Pierwsza niemiecka plantacja na tym terenie powstała w 1928 roku, później osiedliły się tam trzy europejskie rodziny. Od lat 60. XX wieku Hadza są regularnie odwiedzane przez antropologów, językoznawców, genetyków i innych badaczy.

### Współczesność
W ostatnich latach terytorium Hadza doznaje coraz większej ingerencji sąsiednich ludów. Zachodnie ziemie Hadza są obecnie prywatnym rezerwatem łowieckim, a Hadza są oficjalnie ograniczeni do rezerwatu i nie mogą tam polować. Dolina Jaida od dawna niezamieszkana z powodu muchy tse-tse, jest obecnie okupowana przez pasterzy Datooga, którzy oczyszczają ziemie Hadza po obu stronach w pełni zasiedlonej doliny pod pastwiska dla swoich kóz i bydła. Datooga polują na zwierzynę łowną, a ich karczowanie niszczy jagody, bulwy i miód, na których polegają Hadza, wraz z wodopojami dla ich bydła, powodując wysychanie płytkich wodopojów, od których zależą Hadza. Większość Hadzabe nie jest już w stanie utrzymać się w buszu bez dodatkowego pożywienia, takiego jak ugali.
Po filmach dokumentalnych o Hadze w PBS i BBC w 2001 roku Mang’ola Hadza stała się atrakcją turystyczną. Chociaż na pozór może się wydawać, że pomaga to Hadzabe, większość pieniędzy z turystyki jest przeznaczana przez urzędy państwowe i firmy turystyczne, zamiast trafiać do nich. Pieniądze przekazywane bezpośrednio Hadzabe również przyczyniają się do alkoholizmu, a zgony z powodu zatrucia alkoholem stały się ostatnio poważnym problemem, dodatkowo przyczyniając się do utraty wiedzy kulturowej.
W 2007 roku lokalny samorząd kontrolujący ziemie Hadza sąsiadujące z doliną Jaida wydzierżawił całe 6500 km² ziemi rodzinie królewskiej Al Nahajjan ze Zjednoczonych Emiratów Arabskich do wykorzystania jako „osobisty plac zabaw safari”. Zarówno Hadza, jak i Datooga zostali eksmitowani, a niektórzy stawiający opór zostali uwięzieni. Jednak po protestach Hadza i negatywnych relacjach w prasie międzynarodowej umowa została unieważniona.

## Religie, mity i opowieści

### Religia
Hadza nie wyznają żadnej sformalizowanej religii i twierdzono, że nie wierzą w życie pozagrobowe. Podczas polowania modlą się do Iszoko (Słońca) lub Haine’a (męża Iszoko) i wierzą, że po śmierci udają się do Iszoko. Odprawiają również rytuały, takie jak comiesięczny taniec epeme dla mężczyzn podczas nowiu i rzadziej maitoko – ceremonii obrzezania i pełnoletności dla kobiet.

#### Epeme
Epeme jest swoistym konceptem męskości, siły w polowaniu i relacji pomiędzy płciami. „Prawdziwi” mężczyźni nazywani są epeme. Zostają nimi poprzez upolowanie dużego zwierzęcia, zwykle w początkach trzeciej dekady życia. Wiąże się to z pewnymi przywilejami – tylko oni mogą jeść pewne części dużych ssaków takich, jak guźca, żyrafy, bawołu, gnu czy lwa. Organy uznawane za epeme to z reguły nerki, płuca, serce, szyja, język i genitalia. Nikt poza nimi nie może być też obecny przy takim posiłku. Jeśli do osiągnięcia około 30. roku życia ktoś nie zabił takiego zwierzęcia, automatycznie uznaje się go za epeme.
Oprócz jedzenia mięsa zwierząt, mężczyźni epeme uczestniczą w taniec epeme. W podsumowaniu Jona Yatesa relacji Franka Marlowe’a taniec ten odbywa się każdej nocy, kiedy księżyc nie jest widoczny, i musi odbywać się w prawie całkowitej ciemności, przy wygaszonych ogniskach. Wykazano, że rytuał promuje spójność społeczną wśród Hadza, a osoby dzielące taniec epeme, wykazują wysoki poziom wzajemnego zaufania i wsparcia.

### Postacie mitologiczne
Są pewne postacie mitologiczne, o których mówi się, że biorą udział w urządzaniu świata, na przykład tocząc niebo i ziemię jak dwa arkusze skóry i zamieniając kolejność, aby osiągnąć stabilność – w przeszłości niebo znajdowało się pod ziemią. Postacie te podjęły również kluczowe decyzje dotyczące zwierząt i ludzi (określając ich pożywienie, środowisko), dając ludziom ogień i możność siedzenia. Postacie te mają niebiańskie pochodzenie: Iszoko jest postacią słoneczną, Haine jest postacią księżycową.

#### Iszoko („słońce”)
W niektórych opowieściach jest przedstawiana jako osoba, która stworzyła zwierzęta, a także ludzi, którzy później okazali się katastrofą dla swoich bliźnich (ludożerny gigant i jego żona): gdy Iszoko to zobaczyła, zabiła ludożerców: „nie jesteście już ludźmi”. Wypowiadanie jej imienia może być powitaniem lub życzeniem powodzenia w polowaniu. Jest żoną Haine.

### Bohaterowie

#### Człowiek, który wrócił zza grobu, by stać się bohaterem
Indaja, człowiek, który po śmierci udał się na terytorium Isanzu i wrócił, odgrywa rolę bohatera kulturowego: wprowadza zwyczaje i towary do społeczności Hadza.

#### Lud Isanzu
Lud Isanzu sąsiaduje z Hadza. W przeciwieństwie do Iraqwijczyków i polujących na bydło Masajów (którzy prowadzili najazdy na Isanzu i Iramba przez terytorium Hadza), Isanzu zajmują się uprawą z zastosowaniem motyki są uważani przez Hadza za lud pokojowy. Co więcej, pochodzi od nich wiele towarów i zwyczajów, a mity Hadza wspominają i opisują ten dobroczynny ich wpływ. Korzystny pogląd na Isanzu sprawia, że rola tego ludu jest porównywalna z rolą bohatera kultury w folklorze Hadza.
Również w niektórych mitycznych opowieściach o gigantach to człowiek z Isanzu wyzwala Hadza od złowrogiego olbrzyma.

### Opowieści o gigantach
Opowieści o gigantach opisują ludzi o nadludzkiej sile i rozmiarach, a poza tym z ludzkimi słabościami (mają ludzkie potrzeby, jedzą i piją, można ich otruć lub oszukać).

#### Sengani i jego bracia
Jeden z gigantów, Sengani (lub Sengane), był pomocnikiem Haine’a, który dał mu moc panowania nad ludźmi. Pod jego nieobecność olbrzym narażał ludzi swoimi decyzjami. Ludzie musieli mu się oprzeć, więc olbrzym rozkazał lwom zaatakować ludzi, co zdziwiło ludzi, bo dawniej lwy uważano za istoty niegroźne. Ludzie w zemście zabili olbrzyma.
Gigant ten miał braci, określanych jako „Ssaabo” i „Waonelakhi” w pracy Kohla-Larsena. Kilka opowieści opisuje katastrofę, jaką wyrządzili oni Hadzie, nieustannie ich zabijając i bijąc. Hadza musieli prosić o pomoc sąsiednie grupy, w końcu olbrzymów oszukano i otruto lub zastrzelono strzałami smarowanymi trucizną.

#### Gigant ludojad
Gigant zjadający ludzi, określany przez Kohla-Larsena jako „!esengego”, i jego rodzina zostali zabici przez dobrego węża. Wąż okazał się remedium zastosowanym przez Iszoko do wyzwolenia ludzi. Zamieniła zwłoki rodziny gigantów w lamparty. Wąż zabronił im atakować ludzi, z wyjątkiem przypadków, gdyby zostali sprowokowani lub zranieni strzałą.

#### !Hongongoscha
Kolejny gigant, zwany w pracy Kohla-Larsena „!Hongongoschá”, grał rolę postaci mitologicznej. Nie niepokoił on Hadza (z wyjątkiem kilku mniejszych kradzieży dokonywanych potajemnie w nocy). Jego pożywieniem były kwiaty drzew (i skradzione warzywa). Ludzie witali go z wielkim szacunkiem, a olbrzym życzył im powodzenia w polowaniu. Olbrzym dalej obdarzał ludzi swoją dobrą wolą i błogosławieństwem nawet po tym, jak został celowo zraniony przez chłopca i zemścił się na nim śmiertelnie. W końcu bóg Haine zadecydował o losie tego olbrzyma i ludzi: ostrzegł ludzi, ujawnił złowrogi czyn chłopca i zmienił olbrzyma w wielkiego białego małża.